# Forfaiture (droit)
Pour les articles homonymes, voir Forfaiture.
La forfaiture désigne une faute grave relative à l'autorité à laquelle un vassal ou un fonctionnaire doit allégeance.

## Terme de droit

### Droit féodal
En droit féodal, la forfaiture est la violation du serment de foi prêté par le vassal à son seigneur. Le suzerain peut alors désinvestir son vassal fautif et lui retirer le fief qui lui avait été octroyé.

### Droit moderne
La forfaiture est le fait, pour un fonctionnaire, de commettre un crime dans l'exercice de ses fonctions.
Ce terme, introduit en 1810 dans le Code Pénal (napoléonien), a été abrogé le 1er mars 1994 par le nouveau Code pénal (de Robert Badinter). Mais la qualité de fonctionnaire, d'agent public ou de personne investie d'une mission de service public entre toujours dans la définition de certaines infractions ou en constitue une circonstance aggravante.
La haute trahison est la forme la plus grave de forfaiture.